# محطم الثلج (مسلسل)
محطم الثلج (بالإنجليزية: Snowpiercer)‏ هو مسلسل إثارة،نهاية العالم وما بعدها أمريكي تم عرضه على شبكة تورنر التلفزيونية في 17 مايو 2020. المسلسل مبني على الفيلم الكوري-التشيكي محطم الثلج المأخوذ من الرواية الفرنسية محطم الثلج (رواية).
المسلسل من بطولة جينيفر كونلي،ميكي سمنر،أناليز باسو،أليسون رايت،لينا هول وأيدو غولدبرغ.من المقرر عرض الجزء الثاني في 25 يناير 2021.